# Angossas
Angossas es una comuna camerunesa perteneciente al departamento de Haut-Nyong de la región del Este. Como arrondissement recibe el nombre de Mboanz.
En 2005 la comuna tiene una población total de 13 608 habitantes.
Se ubica junto a la carretera N10, unos 100 km al suroeste de la capital regional Bertoua.

## Localidades
Comprende, además de Angossas I y II, las siguientes localidades:
- Abala
- Abambe
- Abonis
- Andjou
- Andjouk
- Anguengue
- Ankom
- Bagbetout
- Bagbeze I
- Bagbeze II
- Bagoale
- Bagoboung
- Beul
- Djokoundi
- Esseng I
- Esseng II
- Kek
- Konake
- Mayos
- Mazebouak
- Mba
- Mbomba
- Mpoundou
- Nkono
- Sellengue
- Zende